# Chelmon marginalis
Chelmon marginalis är en fiskart som beskrevs av Richardson 1842. Chelmon marginalis ingår i släktet Chelmon och familjen Chaetodontidae. IUCN kategoriserar arten globalt som livskraftig. Inga underarter finns listade i Catalogue of Life.